# Greeniella cornigera
Greeniella cornigera är en insektsart som först beskrevs av Green 1896.  Greeniella cornigera ingår i släktet Greeniella och familjen pansarsköldlöss.
Artens utbredningsområde är Sri Lanka. Inga underarter finns listade i Catalogue of Life.